# الانقلاب العسكري التركي المزعوم 1993
الانقلاب العسكري التركي المزعوم عام 1993  كان انقلابًا يزعم أنه تم تنظيمه وتنفيذه من قبل عناصر بالجيش التركي من خلال وسائل سرية. على الرغم من أن أوائل التسعينيات كانت فترة من العنف الشديد في تركيا بسبب الصراع الكردي التركي، فقد شهد عام 1993 سلسلة من الوفيات المشبوهة - كوفاة الرئيس تورغوت أوزال، وكذلك وفاة عدد من الشخصيات العسكرية الرائدة التي دعمت جهوده للسلام، ومن الصحفيين القائمين بالتحقيق في الجيش التركي. ولا سيما في سياق محاكمات إرغينكون من 2008 فصاعدًا وما يتعلق بها من تحقيقات «الدولة العميقة» التركية والتحقيقات في الوفيات المشبوهة في هذه الفترة، كانت هناك مطالبات متكررة بعمل «انقلاب سري» يهدف إلى منع التوصل إلى تسوية سلمية (وحماية العلاقات السرية بين الجيش التركي، وأجهزة الاستخبارات بما فيها منظمة استخبارات جاندارما (JITEM) وعمليات مكافحة حرب العصابات، والقوات الكردية بما فيها حزب الله الكردي، والمافيا التركية).
كان فكري ساغلار، عضو سابق في اللجنة البرلمانية التي حققت في فضيحة سوسورلوك التي بدأت تسليط الضوء لأول مرة على الدولة العميقة التركية، واحدًا ممن قدّم مثل هذه المطالبات، واصفًا إياها بـ «انقلاب عسكري سري». وصف سيمدين ساقيق، زعيم سابق لحزب العمال الكردستاني (PKK)، جماعة مرتبطة بمنظمة إرغينكون تسمى جماعة العمل الشرقية، بأنها مسؤولة عن عدة اغتيالات منها اغتيال القائد العام لقوات الدرك التركي، أشرف بتليس (17 فبراير)، والرئيس تورغوت أوزال (17 أبريل)، والجنرال باهتيار أيدين (22 أكتوبر)، واللواء السابق سيم إرسيفر (4 نوفمبر). وبالإضافة إلى اغتيال الشخصيات الرئيسية التي تدعم عملية السلام، حدثت عدة مجازر يدعى أنها جزء من «إستراتيجية التوتر». ومن بين هذه المجازر، كمين حزب العمال الكردستاني في 24 مايو 1993، ومجزرة سيواس، ومجزرة باسباغلار في بداية شهر يوليو.

## نظرة عامة
في بداية فترة التسعينيات، وافق الرئيس التركي تورغوت أوزال على إجراء مفاوضات مع حزب العمال الكردستاني (PKK)، بعد أن غيرت أحداث حرب الخليج الثانية الديناميات الجيوسياسية في المنطقة. وبصرف النظر عن أوزال، الذي كان هو نفسه نصف كردي، كانت قلة من السياسيين التركيين مهتمين بعملية السلام، ولم يكونوا أكثر من جزء من حزب العمال الكردستاني نفسه. وفي عام 1993، كان أوزال يخطط لعملية السلام مع وزير المالية السابق، عدنان قهوجي، والقائد العام لقوات الدرك التركي، أشرف بتليس. وقد أدت المفاوضات إلى إعلان وقف إطلاق النار من جانب حزب العمال الكردستاني يوم 20 مارس 1993، وهو الوقت الذي لقي فيه قهوجي وبتليس حتفهما.
ومع إعلان حزب العمال الكردستاني وقف إطلاق النار، كان أوزال يخطط لاقتراح حزمة إصلاح كبيرة مؤيدة للأكراد في الاجتماع المقبل لمجلس الأمن القومي. وقد أدت وفاة الرئيس في 17 أبريل إلى تأجيل هذا الاجتماع، ولم تقدم هذه الخطط أبدًا. وبعد مضي شهر، أكد كمين حزب العمال الكردستاني في 24 مايو 1993 نهاية عملية السلام. وأكد الزعيم السابق لحزب العمال الكردستاني، سيمدين ساقيق، أن الهجوم كان جزءًا من خطط انقلاب من قبل جماعة العمل الشرقية. ومع تولي سليمان ديميريل رئاسة الدولة، وتانسو تشيلر رئاسة الوزراء، تم تفعيل خطة القلعة (استخدام أي وسيلة من وسائل العنف أو جميعها لحل المسألة الكردية)، والتي كان أوزال معارضًا لها، وبذلك تم التخلي عن عملية السلام. أكد وقوع المجازر بعد ذلك (من أشهرها مجزرة سيواس ومجزرة باسباغلار في بداية شهر يوليو) وأعمال الاغتيالات أن عملية السلام قد توارت وانتهت بشكل كامل.

## حوادث مزعومة
- اغتيال الصحفي أوغور مومجو (24 يناير، انفجار سيارته)
- اغتيال السياسي وصديق الرئيس تورغوت أوزال المقرب عدنان قهوجي (5 فبراير، حادث سيارة مشبوه)
- اغتيال القائد العام لقوات الدرك التركي، أشرف بتليس (17 فبراير، تحطم طائرة مزعوم)
- اغتيال الرئيس تورغوت أوزال (مزاعم بالتسمم، 17 أبريل)
- كمين حزب العمال الكردستاني في 24 مايو 1993 (مايو)
- حرق فندق في مدينة وان (30 يونيو)
- مجزرة سيواس (2 يوليو)
- مجزرة باسباغلار (5 يوليو)
- مجزرة وان (18 يوليو)
- اغتيال النائب الكردي محمد سينكار (4 سبتمبر)
- اغتيال الجنرال باهتيار أيدين (22 أكتوبر)
- اغتيال اللواء السابق سيم إرسيفر (4 نوفمبر)

## تحقيقات
في عام 2013، تم اتهام الجنرال السابق ليفينت إرسوز، الذي كان رئيس منظمة استخبارات جاندارما (JITEM) ويعتبر المشتبه به الرئيسي في محاكمات إرغينكون، باشتراكه في مقتل الرئيس تورغوت أوزال عام 1993.

## كتابات أخرى
- Muhsin ?ztürk (2011), Ad? Konulmam?? Darbe: 1993 (An Unnamed Coup: 1993), Zaman Kitap[10]
- Hakk? ?znur (2012), 1993 ?rtülü Darbe,Timas Publishing Group. ISBN 6051149189